# Turčianska Štiavnička
Turčianska Štiavnička (in ungherese Kisselmec) è un comune della Slovacchia facente parte del distretto di Martin, nella regione di Žilina.
Ha dato i natali al poeta Ján Kostra.